# Kemono Incidents
Kemono Incidents (怪物事変, Kemono Jihen) est un shōnen manga de Aimoto Shō, prépublié dans le Jump SQ depuis le 2 décembre 2016 et publié par l'éditeur Shūeisha en volumes reliés depuis mars 2017. La version française est éditée par Kurokawa depuis juin 2019.
Une adaptation en anime produite par Ajiadō a été diffusée du 10 janvier 2021 au 28 mars 2021.

## Synopsis
Depuis la nuit des temps, des créatures de légende appelées Kemono vivent cachées des hommes. Avec l'expansion de la civilisation humaine, elles ont été chassées de leur habitat naturel et leur existence est désormais menacée. De ces contacts sont nés des hybrides de sang-mêlé comme Kabané, un jeune garçon mi-goule, mi-humain. Abandonné par ses parents, il mène une vie paisible dans un village perdu au fond des montagnes. Mais lorsqu'une série de crimes atroces survient, un détective de Tokyo est appelé pour enquêter...

## Personnages
Kabane Kusaka (日下夏羽, Kusaka Kabane)
Voix japonaise : Natsumi Fujiwara (ja)
Il est le personnage principal, il est mi-goule, mi-humain. Il possède une pierre blanche capable de protéger la « soif » d'un Kemono qui lui a été légué par ses parents. Désireux de savoir qui sont ses parents, il rejoint Kohachi Inugami afin de les rechercher.
Kohachi Inugami (隠神 鼓八千, Inugami Kohachi)
Voix japonaise : Suwabe Junichi (ja)
Un bake-danuki ayant créé l'agence Kemono. Bien qu'il semble parfois insouciant et frivole, il est terriblement perspicace et c'est un puissant Kemono, capable d'utiliser de puissants sorts d'illusion, d'invoquer des armes et de durcir son corps pour le transformer en acier. Inugami croit fermement à la coexistence entre les Kemono et les humains.
Akira (晶)
Voix japonaise : Ayumu Murase
Un kemono de neige de 15 ans originaire d'Aomori. En tant que descendant de Yuki-onna, il a la capacité de geler les objets à condition qu'il y ait de l'eau autour, de manipuler la neige et la glace, et de résister à des températures très basses. Il est venu à Tokyo en espérant qu'Inugami pourrait l'aider à retrouver son grand frère jumeau, Yui, avec qui il s'est échappé de leur village. Bien qu'il soit un garçon, Akira est extrêmement féminin.
Shiki Tademaru (蓼丸 織, Tademaru Shiki)
Voix japonaise : Natsuki Hanae
Il s'agit d'un hybride mi-humain mi-araigné de 14 ans qui a été confié à la garde d'Inugami par son oncle. Il est colérique, souvent grossier avec ses amis, mais qui se préoccupe beaucoup d'eux. De tous les trois enfants, il est le plus rationnel et le plus équilibré. Shiki se bat en produisant des fils à partir de sa sueur et de sa salive, et en manipulant leurs qualités pour les rendre plus collants ou plus durs, bien que cela le déshydrate après un certain temps.
Mihai Florescu (ミハイ フロレスク, Mihai Furoresuku)
Voix japonaise : Daisuke Ono
Un vampire immortel qui vit enfermé dans la maison d'Inugami et qui passe ses innombrables journées à jouer à des jeux vidéo. En raison de ses nombreuses années de vie, il est dans un état d'ennui constant et a maîtrisé presque toutes les compétences possibles, y compris la cuisine et la couture. Il est principalement spécialisé dans les technologies de communication et le piratage, et gère donc les affaires en ligne de l'agence. Bien que narcissique et arrogant, il aide l'agence de son mieux.
Yoko Inari (飯生 妖子, Inari Yōko)
Voix japonaise : Kana Hanazawa
Une femme bake-kitsune. Aux yeux du public, elle est la directrice des forces de police de Shinjuku, mais cette position lui sert surtout de point d'ancrage dans la société humaine. Bien qu'elle ait travaillé avec Inugami sur la gestion des problèmes liés aux humains et aux Kemono, elle admet que si Inugami cherche la coexistence, elle cherche à contrôler les humains et à devenir un jour la reine du pays.
Kon (紺, Kon)
Voix japonaise : Yumiri Hanamori (ja)
Une jeune bake-kitsune qui est également la fidèle disciple d'Inari, qu'elle considère comme une figure maternelle. Contrairement à la plupart des kitsune, elle ne peut pas cacher ses oreilles par des sorts d'illusion, et le fait sous sa capuche. Kon se bat en déchargeant du feu de sa queue et en frappant avec ses griffes.
Nobimaru (野火丸, Nobimaru)
Voix japonaise : Hiro Shimono
Un garçon bake-kitsune qui remplace Kon après l'échec de sa mission. Il semble être extrêmement loyal envers Inari, mais la méprise secrètement, et agit souvent en secret sans ses ordres. Il cache ses oreilles sous une paire d'écouteurs. Bien qu'il ait l'apparence d'un enfant de 13 ans, il a en réalité 19 ans. Nobimaru a une personnalité rusée et intelligente capable de rivaliser avec celle d'Inugami, et il est extrêmement compétent en matière de sorts de feu et d'illusion.
Yui (結)
Voix japonaise : Kaito Ishikawa
Kumi (組)
Voix japonaise : Aya Hisakawa
Akio Tademaru (蓼丸 昭夫, Tademaru Akio)
Voix japonaise : Akira Ishida

## Manga
Le premier chapitre de Kemono Incidents est publié le 2 décembre 2016 dans le Jump SQ. Depuis, la série est éditée sous forme de volumes reliés par Shūeisha et compte 23 tomes en mai 2025. La version française est publiée par Kurokawa depuis le 13 juin 2019. 

### Liste des volumes
| no | Japonais          | Japonais          | Français          | Français          |
| no | Date de sortie    | ISBN              | Date de sortie    | ISBN              |
| --- | ----------------- | ----------------- | ----------------- | ----------------- |
| 1 | 3 mars 2017       | 978-4-08-881096-6 | 13 juin 2019      | 978-2-36852-667-5 |
| Liste des chapitres : - Chapitre 1 : Le bouseux du village du Jeune Cerf (鹿の子村の泥田坊, Kanoko-mura no Dorotabō) - Chapitre 2 : Insectes (蟲, Mushi) - Chapitre 3 : Consultant en Kemono (怪物屋, Kemono-ya) - Extra : Une journée normale (なんにもない日, Nan'nimo Nai Hi)                                                                          |                   |                   |                   |                   |
| 2 | 4 juillet 2017    | 978-4-08-881128-4 | 4 juillet 2019    | 978-2-36852-668-2 |
| Liste des chapitres : - Chapitre 4 : La femme renard (女狐, Okitsune) - Chapitre 5 : Les chats des quartiers chauds (新宿二丁目の猫, Shinjuku nichōme no neko) - Chapitre 6 : Et sous les gratte-ciel coulait une rivière (渋谷川暗渠の怪, Shibuya-gawa ankyo no kai) - Chapitre 7 : Celui qui réside dans les ténèbres (闇に棲むもの, Yami ni Sumu Mono) |                   |                   |                   |                   |
| 3 | 2 novembre 2017   | 978-4-08-881169-7 | 10 octobre 2019   | 978-2-36852-750-4 |
| Liste des chapitres : - Chapitre 8 : L'usine des ombres (黒い工場, Kuroi Kōjō) - Chapitre 9 : Résurgence (湧き出るもの, Wakideru Mono) - Chapitre 10 : Existence (生存, Seizon) - Chapitre 11 : Le fil de l'araignée (蜘蛛の糸, Kumo no Ito) |                   |                   |                   |                   |
| 4 | 2 mars 2018       | 978-4-08-881368-4 | 5 décembre 2019   | 978-2-36852-751-1 |
| Liste des chapitres : - Chapitre 12 : La folie (狂気, Kyōki) - Chapitre 13 : Désillusion (悲願, Higan) - Chapitre 14 : Le fil d'or (金の糸, Kin no Ito) - Chapitre 15 : Takeshita-dōri, l'obsession d'Harajuku (原宿竹下通りの執心, Harajuku Takeshita Dōri no Shūshin)                                                                                   |                   |                   |                   |                   |
| 5 | 4 juillet 2018    | 978-4-08-881425-4 | 12 mars 2020      | 978-2-36852-905-8 |
| Liste des chapitres : - Chapitre 16 : La longue journée de Kabané (夏羽の長い一日, Kabane no Nagai Ichinichi) - Chapitre 17 : Retrouvailles (再会, Saikai) - Chapitre 18 : La pierre porteuse de mort (死をもたらす石, Shi o Motarasu Ishi) - Chapitre 19 : Combustion (炎の屍, Honō no Kabane)                                                           |                   |                   |                   |                   |
| 6 | 2 novembre 2018   | 978-4-08-881628-9 | 18 juin 2020      | 978-2-36852-906-5 |
| Liste des chapitres : - Chapitre 20 : Seul (ひとり, Hitori) - Chapitre 21 : Opération amitié pour tous (みんななかよし大作戦, Min'na nNakayoshi dai Sakusen) - Chapitre 22 : En route pour Yashima (いざ屋島, Iza Yashima) - Chapitre 23 : Entraînement (鍛錬, Tanren)                                                                                    |                   |                   |                   |                   |
| 7 | 4 mars 2019       | 978-4-08-881773-6 | 10 septembre 2020 | 978-2-36852-907-2 |
| Liste des chapitres : - Chapitre 24 : Vilaine fifille (悪い子, Warui ko) - Chapitre 25 : Réalité virtuelle (仮想現実, Kasō Genjitsu) - Chapitre 26 : La chose la plus importante (一番, Ichiban) - Chapitre 27 : Ambition (野望, Yabō) |                   |                   |                   |                   |
| 8 | 4 juillet 2019    | 978-4-08-881892-4 | 10 décembre 2020  | 978-2-36852-908-9 |
| Liste des chapitres : - Chapitre 28 : Le serpent de cendres (灰塵の蛇, Kaijin no Hebi) - Chapitre 29 : Unité spéciale d'investigation (捜査特課, Sōsa Toku-ka) - Chapitre 30 : Contre-attaque (逆襲, Gyakushū) - Chapitre 31 : Gauche ! (左, Hidari) |                   |                   |                   |                   |
| 9 | 1er novembre 2019 | 978-4-08-882115-3 | 11 mars 2021      | 978-2-38071-118-9 |
| Liste des chapitres : - Chapitre 32 : De tous les côtés (東奔西走, Tōhonseisō) - Chapitre 33 : Le flambeur (博徒, Bakuto) - Chapitre 34 : Retrouvailles (合流, Gōryū) - Chapitre 35 : Idiot (馬鹿, Baka) |                   |                   |                   |                   |
| 10 | 4 mars 2020       | 978-4-08-882236-5 | 8 juillet 2021    | 978-2-38071-119-6 |
| Liste des chapitres : - Chapitre 36 : Mauvaise habitude (悪癖, Akuheki) - Chapitre 37 : Démons (魔物, Mamono) - Chapitre 38 : Une fleur sans odeur (不香の花, Fukyō no Hana) - Chapitre 39 : Affection (愛情, Aijō) |                   |                   |                   |                   |
| 11 | 3 juillet 2020    | 978-4-08-882356-0 | 10 novembre 2021  | 978-2-38071-120-2 |
| Liste des chapitres : - Chapitre 40 : La déesse (女神, Megami) - Chapitre 41 : Une personne précieuse (大切な人, Taisetsu na Hito) - Chapitre 42 : La rose et le soleil (薔薇と太陽, Bara to Taiyō) - Chapitre 43 : Le don (逆鱗, Gekirin) |                   |                   |                   |                   |
| 12 | 4 novembre 2020   | 978-4-08-882438-3 | 10 mars 2022      | 978-2-38071-275-9 |
| Liste des chapitres : - Chapitre 44 : Pression hiérarchique (時渡しの瓢箪, Tokiwata shi no Hyōtan) - Chapitre 45 : La calebasse temporelle (馬鹿, Baka) - Chapitre 46 : Aptitude (武器, Baka) - Chapitre 47 : Amis (友達, Tomodachi) |                   |                   |                   |                   |
| 13 | 4 février 2021    | 978-4-08-882558-8 | 13 juillet 2022   | 978-2-38071-276-6 |
| Liste des chapitres : - Chapitre 48 : 照紅葉 (Terumomiji) - Chapitre 49 : 覚醒 (Kakusei) - Chapitre 50 : 使命 (Shimei) |                   |                   |                   |                   |
| 14 | 2 juillet 2021    | 978-4-08-882675-2 | 10 novembre 2022  | 978-2-38071-277-3 |
| Liste des chapitres : - Chapitre 51 : 裏屋島 (Ura Yashima) - Chapitre 52 : 突入 (Totsunyū) - Chapitre 53 : 器 (Utsumu) - Chapitre 54 : 十拳 (Totsuka) - Chapitre 55 : 業火を熾す風 (Gōka o Okosu Kaze) |                   |                   |                   |                   |
| 15 | 4 novembre 2021   | 978-4-08-882809-1 | 13 avril 2023     | 978-2-38071-494-4 |
| Liste des chapitres : - Chapitre 56 : 落星 (Kemono) - Chapitre 57 : 器 (Ochibashi) - Chapitre 58 : 選択 (Sentaku) - Chapitre 59 : 頼電 (Raiden) |                   |                   |                   |                   |
| 16 | 4 avril 2022      | 978-4-08-883056-8 | 17 août 2023      | 978-2-38071-529-3 |
| Liste des chapitres : - Chapitre 60 : 鳴 (Mei) - Chapitre 61 : ー対ー (ー Tai ー) - Chapitre 62 : (Crazy for you) - Chapitre 63 : 綱鬼切 (Tsuna oni kiri) - Chapitre 64 : 取引 (Torihiki) |                   |                   |                   |                   |
| 17 | 2 septembre 2022  | 978-4-08-883206-7 | 7 décembre 2023   | 978-2-38071-559-0 |
| Liste des chapitres : - Chapitre 65 : 相棒 (Aibō) - Chapitre 66 : 狸 (Tanuki) - Chapitre 67 : 魔女の古里 (Majo no Furusato) - Chapitre 68 : 宴の前 (Utage no Mae) - Chapitre 69 : 名無き花 (Na Naki Hana) |                   |                   |                   |                   |
| 18 | 3 février 2023    | 978-4-08-883314-9 | 11 avril 2024     | 979-10-42014-06-3 |
| Liste des chapitres : - Chapitre 70 : 深淵 (Shin'en) - Chapitre 71 : 悪女 (Akujo) - Chapitre 72 : 狂宴 (Kyōen) - Chapitre 73 : 自由 (Jiyū) - Chapitre 74 : 罰 (Batsu) |                   |                   |                   |                   |
| 19 | 4 juillet 2023    | 978-4-08-883497-9 | 14 août 2024      | 979-10-42014-49-0 |
| Liste des chapitres : - Chapitre 75 : 籠鳥雲を恋う (Rōchō Kumo wo Kou) - Chapitre 76 : 覚悟 (Kakugo) - Chapitre 77 : 祈り (Inori) - Chapitre 78 : 嘘つき (Usotsuki) - Chapitre 79 : 振られた賽 (Furareta Sai) |                   |                   |                   |                   |
| 20 | 4 décembre 2023   | 978-4-08-883695-9 | 5 décembre 2024   | 979-10-42014-86-5 |
| Liste des chapitres : - Chapitre 80 : ある怪物 (Aru Kaibutsu) - Chapitre 81 : 荒野の薔薇 (Kōya no Bara) - Chapitre 82 : 計画 (Keikaku) - Chapitre 83 : 真物 (Mabutsu) - Chapitre 84 : 繋がり (Tsunagari) |                   |                   |                   |                   |
| 21 | 2 mai 2024        | 978-4-08-883890-8 | 10 avril 2025     | 979-10-42018-52-8 |
| Liste des chapitres : - Chapitre 85 : 進展 (Shinten) - Chapitre 86 : 再会 (Saikai) - Chapitre 87 : 四国の地 (Shikoku no Ji) - Chapitre 88 : いざ出陣 (Iza Shutsujin) - Chapitre 89 : ついに現れる (Tsuini Arawareru) |                   |                   |                   |                   |
| 22 | 1er novembre 2024 | 978-4-08-884215-8 |                   |                   |
| Liste des chapitres : - Chapitre 90 : 仲間 (Nakama) - Chapitre 91 : 前へ (Mae e) - Chapitre 92 : 目的 (Mokuteki) - Chapitre 93 : 対決 (Taiketsu) - Chapitre 94 : 氷像 (Hyouzou) |                   |                   |                   |                   |
| 23 | 2 mai 2025        | 978-4-08-884420-6 |                   |                   |
| Liste des chapitres : - Chapitre 95 : 一難去ってまた一難 (Ichinan Satte Mata Ichinan) - Chapitre 96 : つくば研究所 (Tsukuba Kenkyūjo) - Chapitre 97 : 流れる時間 (Nagareru Jikan) - Chapitre 98 : 進むべき道 (Susumubeki Michi) - Chapitre 99 : 始まりと終わり (Hajimari to Owari) - Chapitre 100 : 待ち望む者 (Machinozomu Mono)                         |                   |                   |                   |                   |

## Anime
Une adaptation en série animée a été annoncée au 20ème Jump Festa du 21 décembre 2019. La série est animée par Ajiadō, réalisée par Fujimori Masaya et scénarisée par Kimura Noboru. Au Japon, la série est diffusée du 10 janvier 2021 au 28 mars 2021 sur les chaînes de télévision Tokyo MX, Yomiuri TV et Nippon BS Broadcasting,. Daisuke Ono interprète le générique de début intitulé Kemono Michi (ケモノミチ), tandis que Sayaka Sasaki (en) interprète le générique de fin intitulé Shirushi (－標－). En France, la série est licenciée et diffusée par Wakanim sous le nom de Kemono Incidents. La série compte 12 épisodes.

### Liste des épisodes
| No | Titre français       | Titre japonais | Titre japonais | Date de 1re diffusion |
| No | Titre français       | Kanji          | Rōmaji         | Date de 1re diffusion |
| -- | -------------------- | -------------- | -------------- | --------------------- |
| 1  | Kabane               | 夏羽           | Kabane         | 10 janvier 2021       |
| 2  | L'agence Kemono      | 怪物屋         | Kemono-Ya      | 17 janvier 2021       |
| 3  | Les renards          | 狐             | Kitsune        | 24 janvier 2021       |
| 4  | Mission              | 任務           | Ninmu          | 31 janvier 2021       |
| 5  | Infiltration         | 潜入           | Sen'nyū        | 7 février 2021        |
| 6  | Éveil                | 覚醒           | Kakusei        | 14 février 2021       |
| 7  | Village natal        | 故郷           | Furusato       | 21 février 2021       |
| 8  | La vérité            | 真実           | Shinjitsu      | 28 février 2021       |
| 9  | Famille              | 家族           | Kazoku         | 7 mars 2021           |
| 10 | Frères jumeaux       | 双子           | Futago         | 14 mars 2021          |
| 11 | Souvenirs            | 記憶           | Kioku          | 21 mars 2021          |
| 12 | Les Kemono Incidents | 怪物事变       | Kemono Jihen   | 28 mars 2021          |

### Annotations
1. ↑  Les titres français de l'adaptation en anime proviennent de Wakanim.

### Édition japonaise
1. 1 2  Tome 1
2. 1 2  Tome 2
3. 1 2  Tome 3
4. 1 2  Tome 4
5. 1 2  Tome 5
6. 1 2  Tome 6
7. 1 2  Tome 7
8. 1 2  Tome 8
9. 1 2  Tome 9
10. 1 2  Tome 10
11. 1 2  Tome 11
12. 1 2  Tome 12
13. 1 2  Tome 13
14. 1 2  Tome 14
15. 1 2  Tome 15
16. 1 2  Tome 16
17. 1 2  Tome 17
18. 1 2  Tome 18
19. 1 2  Tome 19
20. 1 2  Tome 20
21. 1 2  Tome 21
22. 1 2  Tome 22
23. 1 2  Tome 23

### Édition française
1. 1 2  Tome 1
2. 1 2  Tome 2
3. 1 2  Tome 3
4. 1 2  Tome 4
5. 1 2  Tome 5
6. 1 2  Tome 6
7. 1 2  Tome 7
8. 1 2  Tome 8
9. 1 2  Tome 9
10. 1 2  Tome 10
11. 1 2  Tome 11
12. 1 2  Tome 12
13. 1 2  Tome 13
14. 1 2  Tome 14
15. 1 2  Tome 15
16. 1 2  Tome 16
17. 1 2  Tome 17
18. 1 2  Tome 18
19. 1 2  Tome 19
20. 1 2  Tome 20
21. 1 2  Tome 21